# Naruto Shippūden: The Lost Tower
Naruto Shippūden: The Lost Tower (劇場版 NARUTO-ナルト-疾風伝 ザ・ロストタワー Gekijōban Naruto Shippūden: Za Rosuto Tawā?, lit. Naruto Shippūden: La torre perdida) es la séptima película de la serie Naruto y la cuarta de la saga Naruto Shippūden. Se estrenó el día 31 de julio de 2010 con previa venta de entradas desde el 17 de abril al 19 de Junio. La canción "If" de Kana Nishino fue la seleccionada para ser la canción principal de la película.

## Argumento
Asignado a una misión para capturar a Mukade, Naruto Uzumaki se adentra en las ruinas históricas de Rouran, donde sin querer, libera el poder de la Línea, causando una luz que envuelve a Naruto, enviándolo hacia el pasado, 20 años antes de que la serie comenzara. Cuando Naruto se despierta, él entra en contacto con el Cuarto Hokage, su padre, Minato Namikaze.
A pesar de no poder unirse al grupo de Minato, este le encarga sucesivamente que proteja a la princesa, mientras Minato, Kakashi Hatake, Chooza (el padre de Choji) y el padre de Shino Aburame, Shibi Aburame, realizan otras tareas.
Así, Naruto se encarga de proteger a la princesa Sara mientras mantiene batallas contra las marionetas controladas por Mukade, y contra el propio Mukade.
Poco a poco, van dirigiéndose al jardín central, para conseguir cerrar el flujo de chaka que controla Mukade y poder terminar con él. Tras su derrota, Minato sella el poder, les borra los recuerdos para no interferir en la historia y se despide de Naruto, quien sospecha que puede ser su hijo.

## Personajes

### Personajes Principales
- Naruto Uzumaki
- Minato Namikaze
- Choza Akimichi
- Shibi Aburame
- Yamato
- Kakashi Hatake
- Sakura Haruno
- Sai
- Princesa Sara
- Tsunade

### Otros
- Might Guy
- Asuma Sarutobi
- Shizune